# 于宽 (清河县公)
于宽（？—？），字惠安，恒州桑乾县（今山西省朔州市山阴县）人，西魏、北周、隋朝官员。

## 生平
于宽年幼时非常聪慧，叔叔柱国、燕国公于谨经常教育家族子弟，对人说：“于宽真是我们家族的千里马。”于宽虚龄十一岁时就学习射箭骑马，大统十三年（547年）时出任宇文泰亲信，加辅国将军。魏后元年（554年），于宽跟随叔叔于谨平定江陵有军功，加六级，出任大都督。北周元年（557年），于宽封冀州清河县开国子，食邑三百户。北周二年（558年），于宽加使持节、车骑大将军、仪同三司，仍担任右武伯大夫，同年转任武伯中大夫，又出任兴州诸军事、兴州刺史，同年进爵为侯。建德四年（575年），于宽跟随柱国、申国公李穆进攻柏崖城，于宽身先士卒，攻克后出任柏崖城城主。宣政元年（578年），于宽出任湖州诸军事、湖州刺史。开皇元年（581年），于宽进爵为公，增加食邑总计九百户。开皇元年至开皇六年之间，于宽在京城去世，虚岁七十一，开皇六年岁次丙午十一月戊寅朔七日甲申（586年12月23日）葬于长安高阳原。

## 家庭

### 祖父
- 于提，北周追赠柱国大将军、建平郡开国公[2]

### 父亲
- 于虎，北周追赠泾恒二州刺史[2]

### 子女
- 于长扶，世子，隋朝东宫备身左右[2]
- 于建扶，次子，隋朝秦王叱干真[2]
- 于越扶，三子，隋朝东宫右亲卫[2]
- 于神扶，四子，隋朝东宫左亲卫[2]